# Paya (Pidie)
Paya is een bestuurslaag in het regentschap Pidie van de provincie Atjeh, Indonesië. Paya telt 652 inwoners (volkstelling 2010).